# Quedius scintillans
Quedius scintillans är en skalbaggsart som först beskrevs av Johann Ludwig Christian Gravenhorst 1806.  Quedius scintillans ingår i släktet Quedius, och familjen kortvingar. Arten är reproducerande i Sverige.